# Andrea Ellenberger
Andrea Ellenberger (Hergiswil, 22 de marzo de 1993) es una deportista suiza que compitió en esquí alpino.
Ganó una medalla de oro en el Campeonato Mundial de Esquí Alpino de 2019, en la prueba de equipo mixto.
Participó en los Juegos Olímpicos de Pekín 2022, ocupando el sexto lugar en Pekín 2022, en la prueba de equipo mixto.

## Palmarés internacional
| Campeonato Mundial | Campeonato Mundial | Campeonato Mundial | Campeonato Mundial |
| Año                | Lugar              | Medalla            | Prueba             |
| ------------------ | ------------------ | ------------------ | ------------------ |
| 2019               | Åre (Suecia)       | Medalla de oro     | Equipo mixto       |